# Natalie La Rose
Natalie La Rose (Amsterdam, 11 juli 1988) is een Nederlands zangeres en model.

## Biografie
La Rose werd geboren op 11 juli 1988 in Amsterdam. Haar ouders zijn van Surinaamse afkomst. Ze studeerde in 2008 af aan de Lucia Marthas Dance Academy in Amsterdam, waar ze zang en dans had gestudeerd. Ze noemt Beyoncé, Janet Jackson, Mariah Carey, Michael Jackson, Musiq Soulchild, Stevie Wonder en Whitney Houston als haar muzikale invloeden.

### Carrière
Toen La Rose twintig jaar was verhuisde ze naar Los Angeles om een carrière als zangeres en danseres te verwezenlijken. In 2010 kreeg ze haar eerste kans toen ze tekende bij Blackground/Interscope Records als onderdeel van het muzikale duo Amsterdam met Sigourney Korper, die samen in de muziekvideo Dancing For Me verschenen van J. Lewis en Flo Rida. Later gaf ze aan dat het duo niet werkte: er werd geen muziek uitgebracht en het was niet het juiste moment.
Tijdens de ESPY Awards in 2011 ging ze naar Flo Rida en vertelde hem dat ze ooit met hem zou samenwerken. Hij nodigde haar uit in zijn studio en in de twee jaar die volgden traden zij samen op. In 2013 tekende ze bij zijn label International Music Group (I.M.G.) en Republic Records.
Op 6 januari 2015 bracht La Rose, samen met Jeremih, haar debuutsingle Somebody uit. Het nummer kwam op nummer 10 op de Amerikaanse Billboard Hot 100 en bereikte ook de Nederlandse Top 40. In april 2015 werd bekend dat La Rose op tournee zou gaan met Fifth Harmony.

### Singles
| Single met eventuele hitnotering(en) in de Nederlandse Top 40 | Datum van verschijnen | Datum van binnenkomst | Hoogste positie | Aantal weken | Opmerkingen                                               |
| ------------------------------------------------------------- | --------------------- | --------------------- | --------------- | ------------ | --------------------------------------------------------- |
| Somebody                                                      | 15-04-2015            | 11-04-2015            | 12              | 17           | met Jeremih / Nr. 17 in de Single Top 100                 |
| Gypsy woman                                                   | 2015                  | 27-06-2015            | tip23           | -            | met Caroline D'Amore                                      |
| The right song                                                | 2016                  | 27-02-2016            | 35              | 3            | met Tiësto & Oliver Heldens / Nr. 56 in de Single Top 100 |

| Single met hitnotering(en) in de Vlaamse Ultratop 50 | Datum van verschijnen | Datum van binnenkomst | Hoogste positie | Aantal weken | Opmerkingen |
| ---------------------------------------------------- | --------------------- | --------------------- | --------------- | ------------ | ----------- |
| Somebody                                             | 2015                  | 21-03-2015            | tip10           | -            | met Jeremih |

- International Standard Name Identifier: 0000 0004 6280 2463
- Library of Congress Control Number: no2015059273
- MusicBrainz: 1d638d0a-fee3-49cc-aec5-c1d30dc4997a
- Virtual International Authority File: 315610545
- WorldCat: E39PBJrGBB9rJY3jThYwdVdG73